# Scaphioides econotus
Espèce
Synonymes
- Stenoonops econotus Chickering, 1969

Scaphioides econotus est une espèce d'araignées aranéomorphes de la famille des Oonopidae.

## Distribution
Cette espèce est endémique de Porto Rico.

## Description
La femelle mesure 1,45 mm.

## Publication originale
- Chickering, 1969 : The genus Stenoonops (Araneae, Oonopidae) in Panama and the West Indies. Breviora, vol. 339, p. 1-35 (texte intégral).